# Plusnet
Die Plusnet GmbH ist ein deutsches Telekommunikationsunternehmen mit eigener bundesweiter Netzinfrastruktur basierend auf DSL-, Glasfaser- und Richtfunktechnologien. Das Unternehmen mit Sitz in Köln ist aus der Netzsparte der ehemaligen QSC AG, heute q.beyond AG, hervorgegangen und seit 2019 Teil des EnBW Konzerns.

## Unternehmen

### Geschichte
Die Plusnet GmbH, in den 1990er Jahren ein Unternehmen von Thyssen Telecom, ging nach diversen Konsolidierungen am Telekommunikationsmarkt 1998 zunächst in der Esprit Telecom GmbH auf, die ein Jahr später wiederum zusammen mit der Westcom GmbH in die Global TeleSytems Group GTS überführt wurde. Aus GTS Esprit wurde 2001 schließlich die Ventelo Deutschland GmbH und somit ging 2002 die Wortmarke „Plusnet“ nach dem Kauf von Ventelo schließlich an die QSC AG über.
2006 gründen QSC und ihr damaliger Netzpartner Tele2 die Plusnet GmbH & Co. KG, um das DSL-Geschäft voranzutreiben. 2010 steigt Tele2 bei dem Joint-Venture aus und QSC übernimmt wieder die Alleinregie.
2017 gliederte QSC ihr eigenes, bundesweites Kommunikationsnetz in die neu gegründete Plusnet GmbH aus und verkaufte das Unternehmen 2019 an EnBW.
Verfügte das Unternehmen zunächst nur über ein bundesweites Richtfunk- und DSL-Kupfernetz, erweitert Plusnet seit 2021 seine Infrastruktur auf eigenwirtschaftlich ausgebaute Glasfasernetze. Hier fokussiert man sich besonders auf den Ausbau bislang unterversorgter Gewerbegebiete im Bundesgebiet. Durch Kooperationen mit anderen Anbietern hat Plusnet bereits heute Zugriff auf ein etwa 50.000 km umfassendes Backbone-Glasfaser-Netz in Deutschland.

### Tätigkeitsfelder
Plusnet vermarktet bundesweit Sprach- und Datendienste an Geschäftskunden sowohl im direkten als auch indirekten Vertrieb mit über 300 Vertriebspartnern. Darüber hinaus betreibt Plusnet Netze von Drittanbietern inklusive netznaher Dienstleistungen wie etwa des gesamten Produkt- und Kundenmanagements.

### Unternehmensdaten
Das Unternehmen beschäftigt rund 500 Mitarbeiter an insgesamt 10 deutschen Standorten mit Hauptsitz in Köln und zählt nach eigenen Angaben aktuell rund 28.000 Kunden aller Größenordnungen. Im Geschäftsjahr 2021 erwirtschaftete das Unternehmen rund 200 Millionen Euro in allen Geschäftsbereichen.